# Koral (Pęczelice)
Koral – część wsi Pęczelice w Polsce, położona w województwie świętokrzyskim, w powiecie buskim, w gminie Busko-Zdrój.
W latach 1975–1998 Koral administracyjnie należał do województwa kieleckiego.